# Fleuron
Fleuron – stylizowany liść najczęściej akantu, porzeczki, winorośli, zwykle ozdobiony szlachetnymi kamieniami, ozdabiający obręcz korony rangowej.
Fleurony występują w koronach bądź samodzielnie, bądź na przemian z innymi ozdobami - kwiatami lilii, krzyżami, pałkami ozdobionymi perłami. Liczba fleuronów i innych ozdób w wielu europejskich systemach heraldycznych bywa w czasach nowożytnych ściśle przypisana do konkretnego tytułu szlacheckiego. Charakterystycznym wyjątkiem jest tu system heraldyczny Rzeczypospolitej Szlacheckiej, w którym ten proces regulacji rozpoczął się z opóźnieniem i nie został dopełniony przed Rozbiorami. Szlachta Rzeczypospolitej używała bardzo różnych kombinacji tych elementów, wedle nie do końca jeszcze rozpoznanych zasad.